# 松本亮 (薬学者)
松本 亮（まつもと まこと、1923年1月1日 - 2005年10月19日）は、日本の薬学者（生化学）。勲等は勲三等。学位は薬学博士（東京大学・1961年）。静岡県立大学名誉教授、社団法人日本薬学会有功会員、日本脂質生化学会名誉会員。
東京大学伝染病研究所助手、静岡薬科大学薬学部教授、静岡薬科大学学生部部長、静岡県立大学薬学部教授、静岡県立大学薬学部学部長（初代）などを歴任した。

## 概要
埼玉県出身の生化学を専攻する薬学者である。複合脂質の研究で知られており、特に燐脂質と糖代謝の研究で多くの学術賞を受賞している。これらの業績から、日本の脂質生化学の発展に多大な貢献をした研究者の一人とされている。東京大学、静岡薬科大学、静岡県立大学で教鞭を執った。

## 来歴

### 生い立ち
1923年（大正12年）1月1日に埼玉県にて生まれた。長じて東京帝国大学に進学し、医学部の薬学科にて学んだ。太平洋戦争終結後の1947年（昭和22年）9月に東京帝国大学を卒業し、薬学士の称号を取得した。

### 薬学者として
大学卒業後は、1947年（昭和22年）10月より東京大学の伝染病研究所にて嘱託として勤務していた。なお、母校である東京帝国大学は、国立総合大学令に基づき1947年（昭和22年）10月に東京大学に改組され、さらに国立学校設置法に基づき1949年（昭和24年）6月に新制大学となるなど、組織形態が大きく変化していた。その間、松本は東京大学の伝染病研究所にて嘱託として勤務を続けており、1950年（昭和25年）には技官となり、1955年（昭和30年）1月には助手に昇任することになった。その間、1960年（昭和35年）9月から1962年（昭和37年）9月までアメリカ合衆国に留学し、ハーバード大学やロックフェラー研究所にて研究に従事した。ハーバード大学ではジョルディ・フォルチ・パイから指導を受けた。また、「燐脂質の研究」と題した博士論文を執筆しており、1961年（昭和36年）3月17日に東京大学から薬学博士の学位を授与された。
のちに静岡薬科大学に転じることになり、1962年（昭和37年）11月に薬学部の教授に就任した。薬学部においては生化学教室を主宰した。学内では要職を歴任しており、1979年（昭和54年）4月には学生部の部長に就任した。学外においても、1974年（昭和49年）7月より文部省の大学設置審議会にて専門委員を兼任していた。
その後、静岡薬科大学は静岡女子大学や静岡女子短期大学など他の公立大学と統合され、新たに静岡県立大学が設置されることになった。これを受け、新設された静岡県立大学にて1987年（昭和62年）4月より薬学部の教授を務めた。薬学部においては生化学教室を主宰した。学内では要職を歴任しており、1987年（昭和62年）4月より初代学部長を務めた。1988年（昭和63年）に静岡県立大学を定年退職した。
退職後も、1988年（昭和63年）から1991年（平成3年）にかけて静岡県立大学の顧問を務め、引き続き大学運営にかかわった。また、静岡薬科大学と静岡県立大学に対するこれまでの功績に鑑みて、1988年（昭和63年）4月に静岡県立大学より名誉教授の称号が贈られた。1998年（平成10年）11月には、これまでの功績に対して勲三等旭日中綬章を授与されている。2005年（平成17年）10月19日に死去した。

## 研究
専門は薬学であり、生化学などの分野の研究に取り組んでいた。複合脂質の研究を続けており、特に燐脂質と糖代謝の研究で知られている。具体的には複合脂質の分離分析、生理活性燐脂質の研究、インフルエンザウイルス受容体の研究、細胞の分化や癌化に伴う糖脂質の代謝や癌関連糖脂質の研究に従事していた。ハーバード大学ではジョルディ・フォルチ・パイの指導の下で、プロテオリピドを研究していた。そのほか、赤血球膜の燐脂質や分解酵素群についても研究していた。薬学者の鈴木康夫は、松本の業績について「日本における脂質生化学の発展に多大な貢献をされました」と評している。
「破傷風毒素の脂質生化学的研究」の業績が評価され、1962年（昭和37年）11月には日本薬学会奨励賞が授与されている。また、妻とともに麻疹ウイルス受容体に関する研究に取り組んだが、やがて脂質・糖質生化学の研究に発展し、その業績から中日文化賞を授与された。そのほか、知恩会から斉藤賞が授与されている。
学術団体としては、日本薬学会、日本生化学会、日本癌学会、日本ウイルス学会、日本脂質生化学研究会などに所属していた。各団体ではそれぞれ要職を歴任していた。日本生化学会では評議員を務めた。日本薬学会では学術賞等選考委員や、評議員を務め、1986年（昭和61年）4月には東海支部にて支部長に就任した。日本ウイルス学会でも評議員を務めた。日本脂質生化学研究会では、1971年（昭和46年）に研究集会の実行委員を務めた。なお、これまでの業績により、日本薬学会から1988年（昭和63年）4月に有功会員の称号が授与されている。また、日本脂質生化学研究会より名誉会員の称号が授与されている。

## 人物
静岡薬科大学、および、その後身の静岡県立大学で長年にわたり生化学教室を主宰しており、生化学教室で教えを受けた学生や研究生は240名を超える。生化学教室の学生らに対しては「きれいなものを自分の手の平に乗っけることが大事なんだよ」と指導していたという。門下生である薬学者の鈴木康夫は、松本から「純粋な気持ちで研究する」ことの大切さを学んだと述懐している。

## 門下生
- 鈴木康夫[2]
- 平林義雄[8]
- 鈴木隆[9]
- 日高宏哉[10]

## 略歴
- 1923年 - 埼玉県にて誕生[1]。
- 1947年 - 東京帝国大学医学部卒業[1][3]。
- 1947年 - 東京大学伝染病研究所嘱託[1][3]。
- 1950年 - 東京大学伝染病研究所技官[3]。
- 1955年 - 東京大学伝染病研究所助手[1][3]。
- 1962年 - 静岡薬科大学薬学部教授[1][3]。
- 1974年 - 文部省大学設置審議会専門委員[1]。
- 1979年 - 静岡薬科大学学生部部長[1]。
- 1986年 - 日本薬学会東海支部支部長[1]。
- 1987年 - 静岡県立大学薬学部教授[1][3]。
- 1987年 - 静岡県立大学薬学部学部長[1]。
- 1988年 - 静岡県立大学退職[2]。
- 1988年 - 静岡県立大学顧問[3]。
- 1988年 - 静岡県立大学名誉教授[1]。
- 1988年 - 日本薬学会有功会員[1]。
- 2005年 - 死去[1]。

## 賞歴
- 1962年 - 日本薬学会奨励賞[1]。

## 栄典
- 1998年 - 勲三等旭日中綬章[1][3]。

## 著作

### 寄稿、分担執筆、等
- 安藤鋭郎等編『生化学研究法』第1、朝倉書店、1967年。全国書誌番号:67009715

### 註釈
1. ↑  東京帝国大学は、1947年に東京大学に改組された。
2. ↑  薬学士の称号は、1991年7月1日以降の学士（薬学）の学位に相当する。
3. ↑  Rockefeller Institute for Medical Researchは、1965年にRockefeller Universityに改組された。
4. ↑  薬学博士の学位は、1991年7月1日以降の博士（薬学）の学位に相当する。
5. ↑  静岡薬科大学は、静岡女子大学、静岡女子短期大学と統合され、1987年に静岡県立大学が設置された。
6. ↑  文部省は、科学技術庁と統合され、2001年に文部科学省が設置された。
7. ↑  文部省大学設置審議会は、私立学校審議会と統合再編され、1987年に大学設置・学校法人審議会、大学審議会が設置された。
8. ↑  勲三等旭日中綬章は、2003年11月3日以降の旭日中綬章に相当する。
9. ↑  日本脂質生化学研究会は、2003年に日本脂質生化学会に改組された。